# 히로인이라는 자! ~미움받는 히로인과 비밀스러운 일~
《히로인이라는 자! ~미움받는 히로인과 비밀스러운 일~》(일본어: ヒロインたるもの!〜嫌われヒロインと内緒のお仕事〜)는 HoneyWorks의 악곡을 원작한 일본의 애니메이션이다.

## 줄거리
시골에서 자란, 육상 일직선의 여고생인 스즈미 히요리는 육상부가 있는 학교에 진학하려고 현지를 떠나게 되어, 도쿄의 사쿠라오카 고등학교에 입학하게 되었다. 거기서 우연히, 초인기 고교생 아이돌 유닛 『LIP×LIP』로서 활약중의 소메야 유지로와 시바사키 아이조와 클래스 메이트가 되어, 거리의 대형 비전에 비춰지는, 화려한 모습과는 반대로, 불보다 험난한 얼굴로 서로 노려본 2명을 목격해 버렸다. 아이돌에 관심이 없고, 그런 무서운 사람과 관계하고 싶지 않다고 생각할 텐데, 왜 자신이 2명의 매니저 견습이 되는 것인가, 라고 느끼게 된다. 만난, 새로운 친구 핫토리 쥬리와 나카무라 치즈루와의 즐거운 학교생활, 그리고 상경하는 것이 목적이었던 동아리활동. 또, 어느 쪽도 알 수 없는 아이돌 업계에서, 한 사람은 매니저 견습으로서도 분투해, 몹시 바빠진다.고교생 아이돌×노력과 근성의 육상계 여주인공이 펼치는 눈부신 무대에서 빛나는 새로운 청춘이 시작된다.